# Torelli (famiglia)

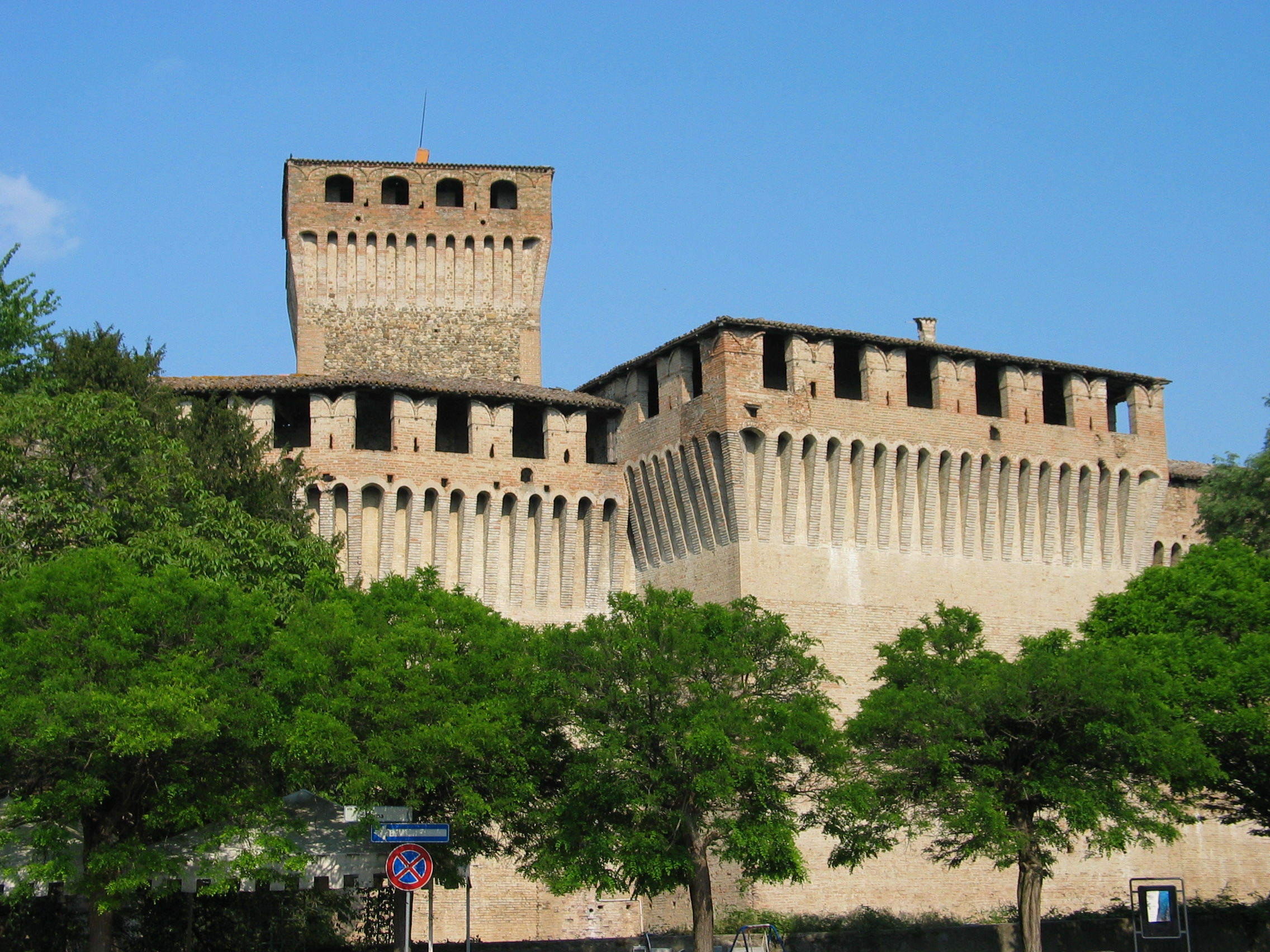
Montechiarugolo, il castello dei Torelli

I Torelli sono un'antica famiglia di origine bolognese trapiantatasi a Ferrara, che ebbe per qualche tempo in signoria. Si diramò in molte città d'Italia (Fano, Bologna, Firenze, Foligno, Forlì, Napoli e Pavia), in Francia e in Polonia. I rami italiani furono ascritti alle nobiltà di varie città e possedettero molti titoli e feudi, tra i quali la contea di Guastalla e di Montechiarugolo del 1428 e il titolo di marchese sul cognome per diploma del Re di Polonia del 19 luglio 1747. Un ramo della famiglia, stabilitasi in Polonia, prese il cognome Poniatowski; a tale ramo appartenne l'ultimo re di Polonia Stanislao II Augusto Poniatowski.

## Storia

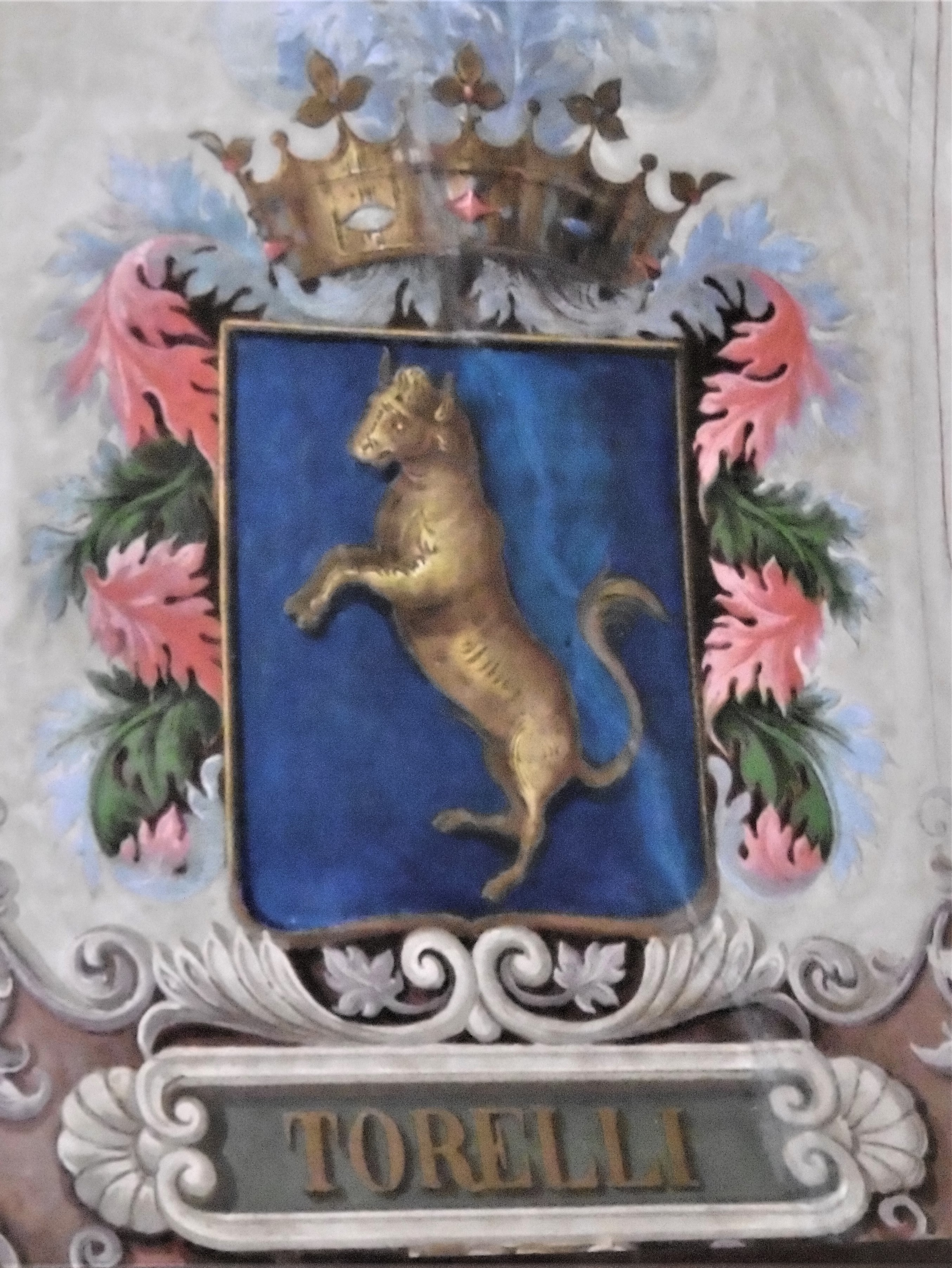
Stemma della famiglia Torelli nel Palazzo Municipale di Ferrara

Il primo esponente noto della famiglia poi denominata Torelli è un Pietro del fu Lamberto, nipote di Remengarda figlia di Adalberto della famiglia dei conti di Bologna, attivo almeno dal 1062. Appellato come Pietro de Remengarda, verosimilmente per riallacciarsi alla dinastia comitale, egli fu in fedele contatto con i Canossa almeno dal 1079 (in un placito di Canossa a Ferrara) al 1109. In un placito nel ferrarese nel 1112 è menzionato come capitano del popolo di Ferrara. Successivamente fu denominato Pietro Torello.
Suo figlio fu Salinguerra, capitanus nel 1120. Nella curia dei vassalli vescovili, scomparve attorno al 1163 e fu avvicendato dal figlio Torello (II).
Salinguerra II tra il 1206 e il 1240 contese la signoria di Ferrara agli Estensi, tenendola a fasi alterne; alla fine dovette andare inesilio. Suoi nipoti abiatici furono il beato Torello, eremita vallombrosano, e Salinguerra III, che nel 1309 tenne ancora brevemente la signoria di Ferrara.
A Fano i Torelli vennero da Parma o Forlì con Viviano, figlio di Salinguerra II. Nel 1203 Attolino, figlio di Viviano, ricoprì la carica di massaro del suddetto comune.
Guido Torelli (1379-1449) fu il personaggio più illustre della casata: capitano dei Gonzaga, degli Estensi e dal 1415 del Duca di Milano, Filippo Maria Visconti, ebbe le Contee di Guastalla e di Montechiarugolo, che erano Stati sovrani, e inoltre il feudo di Casei e del Vicariato di Settimo nel territorio pavese.
Nel 1456 i figli di Guido, Cristoforo e Pietro Guido, divisero i loro territori: al primo toccarono Montechiarugolo e Casei, al secondo Guastalla e Settimo.

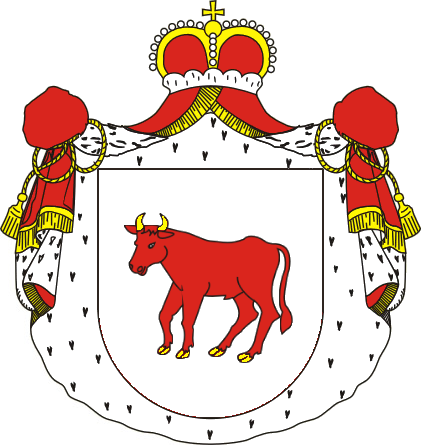
Stemma dei Poniatowski

Nella linea di Cristoforo, nel 1612 il conte Pio fu ingiustamente condannato a morte con l'accusa di aver congiurato contro Ranuccio I Farnese, duca di Parma. La contea di Montechiarugolo fu confiscata dal Duca.
 Un suo nipote, Giuseppe Salinguerra (?-1612), sposando Sofia Sreniawa signora di Poniatow, divenne capostipite dei principi Poniatowski, cui appartenne il re Stanislao II di Polonia. Da un figlio cadetto di Cristoforo, Guido, discese la linea dei Marchesi di Casei, estinta nel 1825.
La discendenza primogenita di Pietro Guido si estinse nel 1569 con Ludovica, che aveva venduto la contea di Guastalla nel 1539 a Ferrante I Gonzaga. Il ramo cadetto dei conti di Settimo si estinse nel 1688.
Attualmente la famiglia è rappresentata dal ramo di Foligno, unico superstite per linea maschile, ed aveva in corso un procedimento presso la Consulta araldica per il riconoscimento dei titoli di marchese, patrizio di Fano e nobile di Foligno.
Per linea femminile, dal ramo dei conti di Foligno discende la famiglia Penzo-Torelli creata da Maria Alessandra Torelli, unica figlia dell'ultimo conte di Foligno, e Pio Augusto Penzo, tenendo il titolo di conti di Foligno e nobili dei conti di Settimo. Il loro nipote Placido Augusto Torelli Penzo nel 1841 riottenne il titolo di duca di Guastalla da Maria Luisa di Parma per l'aiuto datogli durante i moti rivoluzionari che avevano scosso il Ducato di Parma. Alla morte di Maria Luisa Parma e Piacenza andarono ai Borbone Parma mentre Guastalla passo al Ducato di Modena governato dagli Austria- Este che riconobbero il titolo di duca ai Penzo-Torelli. Attualmente i discendenti risiedono nella provincia di Vicenza, fra cui va ricordato l'incisore Pio Penzo.
Il Corpo della nobiltà italiana il 29 settembre 1963 riconobbe a Torelli Lelio di Torello i titoli di Patrizio di Fano (m) e Nobile di Foligno (m). Con Regie Lettere Patenti del 3 marzo 1969 Umberto II di Savoia concesse a Lelio Torelli Massini il titolo di marchese (mpr) con trasmissibilità alla figlia Maria Elena, coniugata con Camillo Frè, e da questa ai discendenti maschi primogeniti. In Italia tuttavia dal 1946 la nobiltà non è legalmente riconosciuta per espresso dettato costituzionale.

## I conti di Montechiarugolo
- Guido Torelli (1380? - 1449) [8]
- Cristoforo Torelli (1409? - 1460)
- Marsilio Torelli (1440? - 1489)

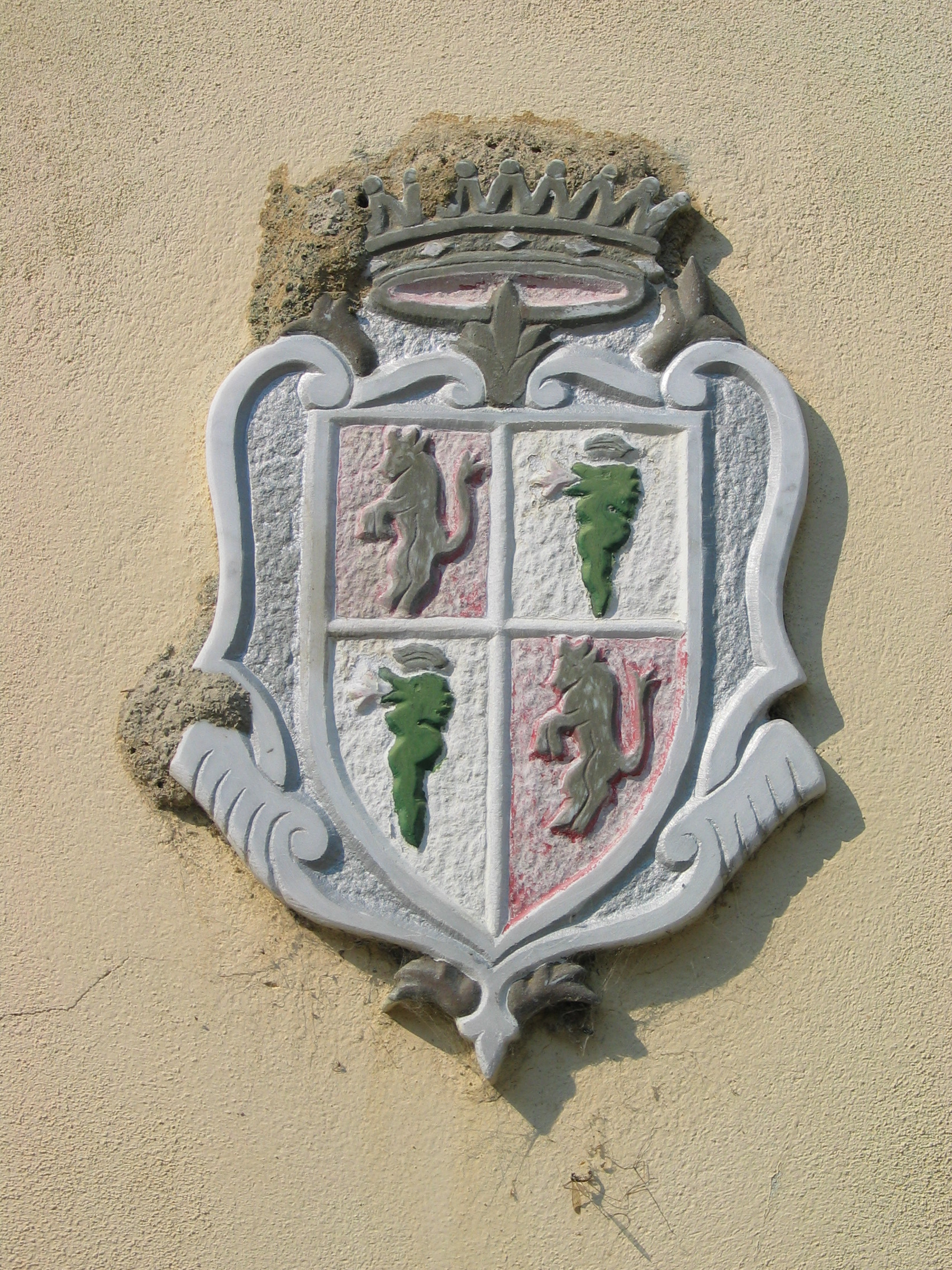
Stemma di Montechiarugolo con gli emblemi dei Visconti e dei Torelli

- Cristoforo II Torelli (1472 - 1538)
- Francesco Torelli (1473? - 1518)
- Paolo Torelli (1509 - 1545)
- Pomponio Torelli (1545 - 1608)
- Pio Torelli (1578 - 1612)

## I Torelli che ebbero il feudo di Guastalla

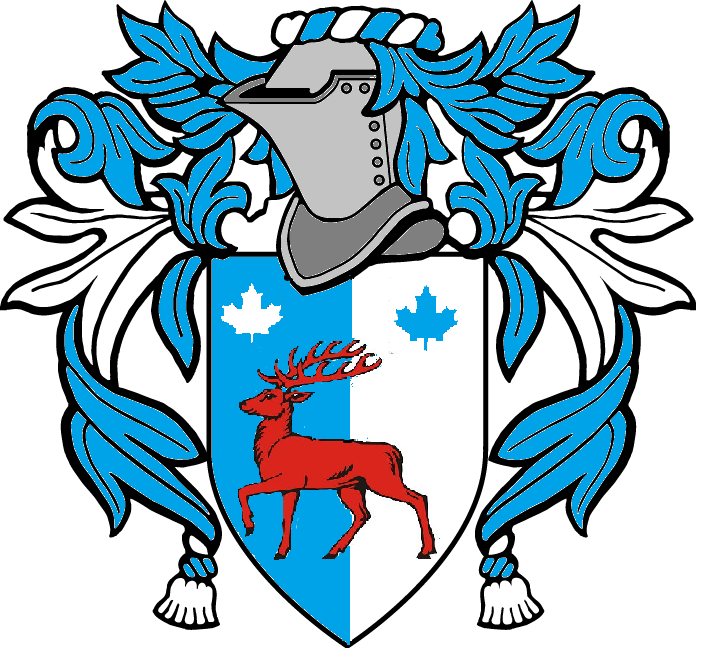
Stemma del ramo Penzo Torelli, duchi di Guastalla

- Stemma del ramo Penzo Torelli , duchi di GuastallaGuido Torelli 1406-1428 (Conte di Guastalla dal 1428)
- Cristoforo Torelli 1449-1490
- Guido Galeotto Torelli 1460-1479, assieme a
- Francesco Maria Torelli
- Pietro Guido II Torelli 1486-1494
- Achille Torelli 1494-1522
- Ludovica Torelli 1522-1539. Vendita della Contea di Guastalla a Ferrante I Gonzaga

Seconda creazione
- Placido Augusto Torelli Penzo 1841-1878
- Antonio Riccardo Penzo Torelli 1878-1901
- Pio Augusto Penzo Torelli 1901-1924
- Placido Augusto Penzo Torelli 1924-1946